# Ben Reichert
Ben Reichert, né le 4 mars 1994, est un footballeur israélien. Il évolue au Hapoël Ramat Ha-Sharon, au poste de milieu offensif.

## Biographie
Il dispute une centaine de matchs en première division israélienne de 2012 à 2017, avant d'être transféré en Belgique, au SV Zulte Waregem.